# Joan Pons i Nicolàs
Joan Pons i Nicolàs (Vallcarca (Sitges), 24 de setembre de 1946) és un exfutbolista català de les dècades de 1960 i 1970.

## Trajectòria
Es formà al Vallcarca de Sitges, essent fitxat pel RCD Espanyol a meitat dels seixanta. Jugà al juvenil i a l'equip d'Aficionats, fins que el 1966 passa al primer equip. No arribà a disputar cap partit de lliga amb el primer equip, essent cedit consecutivament a la UE Olot, la UD Barbastre, durant el servei militar, i a la UE Sant Andreu, a segona divisió. Acabà la seva carrera als anys setanta al Terrassa FC, CF Badalona i CF Gavà, club aquest darrer en el qual jugà durant sis temporades, més de 150 partits i marcà 46 gols.